# Aschaffenburg
Aschaffenburg er en by i den tyske delstat Bayern, i det sydlige Tyskland. Byen har et areal på 62,57 km² og har 68.672 indbyggere (2007).
Den ligger på den højre bred af floden Main og dens biflod Aschaff nær foden af bjergkæden Spessart. Byen Aschaffenburg hører ikke til Landkreis Aschaffenburg, men er dens administrationsby. Byen er også kendt som Tor zum Spessart eller «porten til bjergkæden Spessart». Selv om den ligger i Bayern, hævder indbyggerne at de er frankere. Dette kan betvivles da byen aldrig var del af det historiske Franken, men tilhørte ærkebiskoppen i Mainz.

## Inddeling
Aschaffenburg består af ti bydele og landsbyer:
- Aschaffenburg-centrum: 23.567 indbyggere
- Damm : 13.444 indbyggere
- Schweinheim: 10.614 indbyggere
- Nilkheim: 5.906 indbyggere
- Aschaffenburg-Obernau: 4.782 indbyggere
- Leider: 3.291 indbyggere
- Strietwald: 3.066 indbyggere
- Österreicher Kolonie: 1.559 indbyggere
- Gailbach: 1.822 indbyggere
- Obernauer Kolonie: 1.172 indbyggere